# ULTRA SPEED
ULTRA SPEED（ウルトラスピード）とは、かつてソフトバンク（旧・ソフトバンクモバイル）のSoftBankブランドが、
1.5GHz帯にてDC-HSDPA及びHSPA+を利用することにより下り最大42Mbpsにてモバイルブロードバンドを提供していたサービスである。
2011年2月に法人向けサービス、同年7月に個人向けサービスが開始されたが、2015年11月3日に新規受け付けが終了され、2017年3月末を目処に1.5GHz帯での3Gサービスが停波される予定となっている事が同年12月に発表され、2017年3月31日を以てサービスを終了、停波した。また、他の3Gで利用している周波数帯も、2018年1月末を以て停波した。一方、旧イー・アクセス（後のワイモバイル）から継承した1800MHz帯でのサービスを除き、HSPA+で継続予定。

## サービスエリア
1.5GHz帯を利用するULTRA SPEEDは新規整備となるため、2GHz帯を利用する従来からのSoftBank 3Gとはエリアが大幅に異なっている。そのためウェブサイトにてULTRA SPEED用のエリアマップが用意されている。
- ULTRA SPEED対応モバイルルータは、SoftBank 3Gのメイン周波数帯である2GHz帯に対応していない。また、サブエリアという位置付けでイー・モバイル網が使用可能な端末及びプランが用意されている。これには、iPhoneで利用しているSoftBank 3G(2GHz帯)に過大なトラフィックを流さない狙いがある。

- ULTRA SPEED対応スマートフォンは、SoftBank 3Gのメイン周波数帯である2GHz帯にも対応(一部機種はプラチナバンドにも対応)しており、イー・モバイル網には対応しない。

なお、本サービスで用いるBands 11の帯域をLTE網に転換することにともない、同帯域での3Gサービスが2017年3月31日をもって停波された。以降は、Bands 1/8に対応する端末はHSPA+網のサービスとなるため、これまでに比べて低速化され、Bands 1/8非対応でイー・アクセス網とのデュアルモード端末は続く2018年1月末で停波され使用不可になった。本周波数帯に対応し、なおかつLTE非対応の端末は、巻き取りが実施された。

## 料金

### データ専用端末向け
| 料金プラン名                         | 利用可能エリア(データし放題対応エリアはULTRA SPEED、データし放題対応サブエリアはイー・モバイル網である) | 単体でご契約の場合の基本使用料                                     |
| ------------------------------------ | --- | ------------------------------------------------------------------ |
| データフラットプラン for ULTRA SPEED | データし放題対応エリア                                                                                  | 7,380円／月（2011年12月1日より）3,880円／月                        |
| データフラットプランS                | データし放題対応サブエリア                                                                              | 7,380円／月                                                        |
| データし放題フラット for ULTRA SPEED | データし放題対応エリア及びデータし放題対応サブエリア                                                    | 4,980円／月(「データ通信」スタートキャンペーンの利用で3,880円／月) |
| データし放題 for ULTRA SPEED         | データし放題対応エリア及びデータし放題対応サブエリア                                                    | 1,400円(20,850パケット以内)／月～4,980円(106,075パケット以上)／月  |

### スマートフォン向け
ULTRA SPEEDへの対応・非対応での料金差は無く、スマートフォン向けの料金プランがそのまま適用される。なお、テザリング(Wi-Fiルータになる機能)はSoftBank 4G契約のオプション(テザリングオプション)にて可能。

## 対応端末
- SoftBank 004Z - USB型の法人向けデータ端末で2GHz帯の3Gエリアにも対応[4]し、イー・モバイル網は非対応。
- SoftBank 005HW - USB型のデータ端末でイー・モバイル網にも対応[5]。
- SoftBank 007Z - モバイルルータ型の端末でイー・モバイル網にも対応。法人向けにはSoftBank 007Z for Bizと異なる型番の端末が提供されておりSoftBank 004Zと同じく2GHz帯の3Gエリアに対応し、イー・モバイル網には非対応となる。[6][7]
- SoftBank 101SI - Wireless City Planningが提供するAXGPサービス（ソフトバンクモバイルがMVNOとして提供する）とのデュアルモードサービスである、SoftBank 4Gの端末でもある。
- SoftBank 102Z - SoftBank 4Gに対応。
- SoftBank 102HW - SoftBank 4Gに対応。
- SoftBank 203Z - SoftBank 4Gに加え、WCP社のAXGPエリアを補完する理由から、イー・アクセスのLTE/W-CDMAネットワークにも対応。ただし、当社のLTE網、およびW-CDMAエリアのうち、Bands 1/8は利用不可（海外ローミングで利用する場合は、Bands 1/5に対応した地域であれば利用可能）。

### ULTRA PHONE
ULTRA PHONEブランドの音声端末向けとしては以下の端末がある。ここでは、SoftBank 4GないしはHybrid 4G LTE対応端末は含めない。
- HSPA+対応端末(下り最大21Mbps)
  - LUMIX Phone 101P
  - HONEY BEE 101K
  - AQUOS PHONE 102SH/102SHII
  - AQUOS PHONE 104SH
  - SoftBank 102P
- DC-HSDPA対応端末(下り最大42Mbps)
  - AQUOS PHONE Xx 106SH
  - ARROWS A 101F
  - STREAM 201HW 3G

### WILLCOM CORE 3G向け
ウィルコムが提供するWILLCOM CORE 3GへもMVNO回線を提供しており、以下は対応端末。
- HX008ZT - 事実上、SoftBank 004Zのリモデル。
- 007Z -  SoftBank 007Zのリモデル。
- HX009ZT - 事実上、SoftBank 007Z for Bizのリモデル。
- WX02S - PHS音声端末とモバイルWi-Fiルータが一体になった端末。
- WX04K - PHSの音声通話とULTRA SPEEDによるデータ通信だけでなく、SBMの音声通話にも対応したAndroid 2.3搭載のスマートフォン。ただし、テザリングは不可。
- WX10K - PHSの音声通話とULTRA SPEEDによるデータ通信だけでなく、SBMの音声通話およびWCP社AXGP網にも対応したAndroid 4.2搭載のスマートフォン。テザリング可。
- WX04SH - PHSの音声通話・データ通信とULTRA SPEEDによるデータ通信だけでなく、SBMの音声通話にも対応したAndroid 4.1搭載のスマートフォン。PHSのデータ回線によるテザリング可（ULTRA SPEED網でのテザリングは不可）。
- 201HW - SoftBank 201HWのリモデル。SBMの音声通話およびWCP社AXGP網は利用可能（テザリングも可能）だが、PHS回線自体には非対応。

## BSデジタル放送との干渉

BS・110゜CSの中間周波数と、同帯域を使う無線システム

2012年3月から本放送が開始されたBS放送（BS21ch及びBS23ch）の試験電波発射時からULTRA SPEEDで接続できない場合や速度が低下すると言った事情が一部で確認されている。原因は、個人宅などに設置されたBSアンテナが受信した電波を中間周波数BS-IFに変換（BS-21: 1419.58～1446.58MHz、BS-23: 1457.94～1484.94MHz）した際に、ブースターの不良・配線の施工不良等によって外部に漏れ出し、ULTRA SPEEDの1.5GHz帯（移動局: 1427.9～1437.9MHz、基地局: 1475.9～1485.9MHz）と干渉して電波障害を起こすことで発生している。2008年には総務省から干渉する可能性があると発表されていたが、アンテナ設置者などへの周知が徹底されていなかった。
これについてソフトバンクでは総務省と協力して対策に乗り出すとしているが、個人宅などに設置された受信機が原因となっているため対策完了までには時間がかかることが予想されている。なお、この周波数の前後に、NTTドコモにはXi用、KDDI/沖縄セルラー電話にはau 4G LTE用の割り当てがあることから、これらのサービスでも電波障害対策が必要となる。また、ULTRA SPEEDで接続できなくなった場合でもサブエリア(イー・モバイル網)へ切り替えることで通信できる事が確認されているため、ULTRA SPEEDで接続できなくなった際はサブエリアへ切り替えるように案内されている。